# Edith New

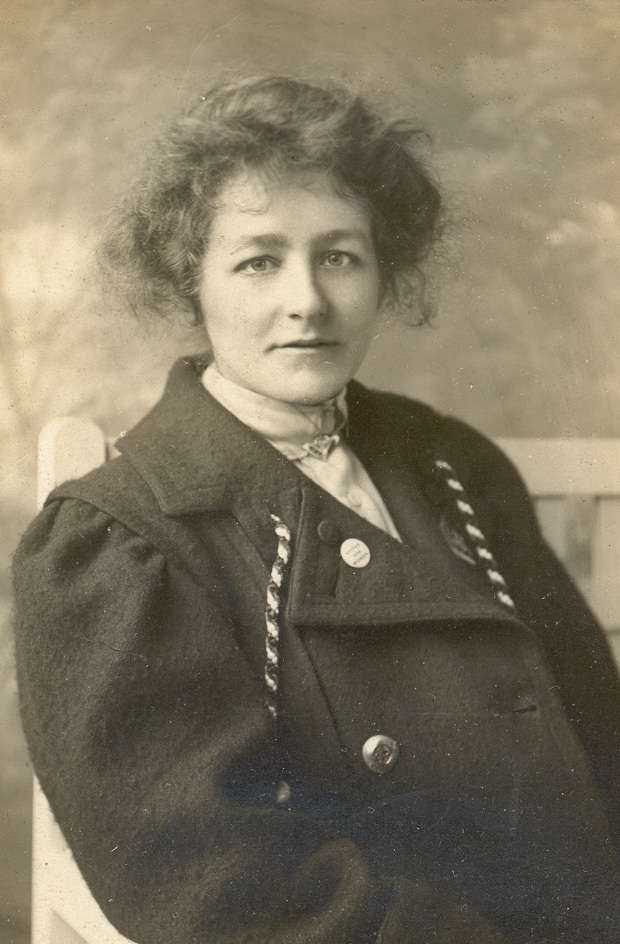
Edith New, 1908

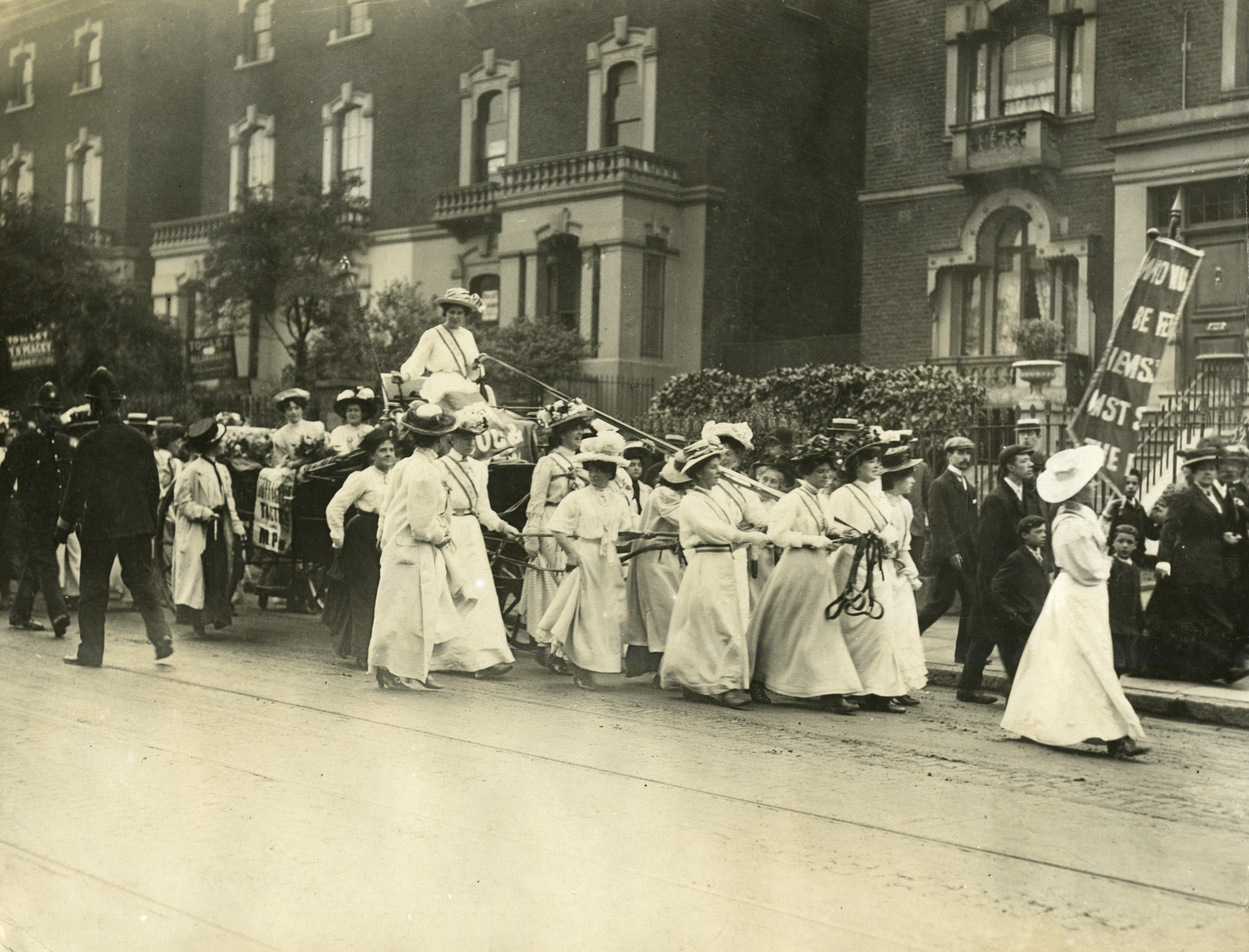
Edith New und Mary Leigh auf einem Wagen nach der Freilassung aus dem Holloway Prison, 1908

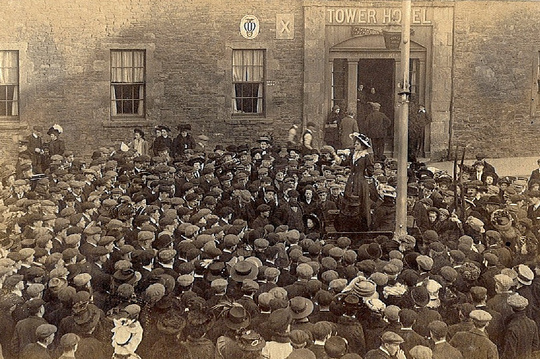
Edith New, bei einer Rede in Hawick, 1909

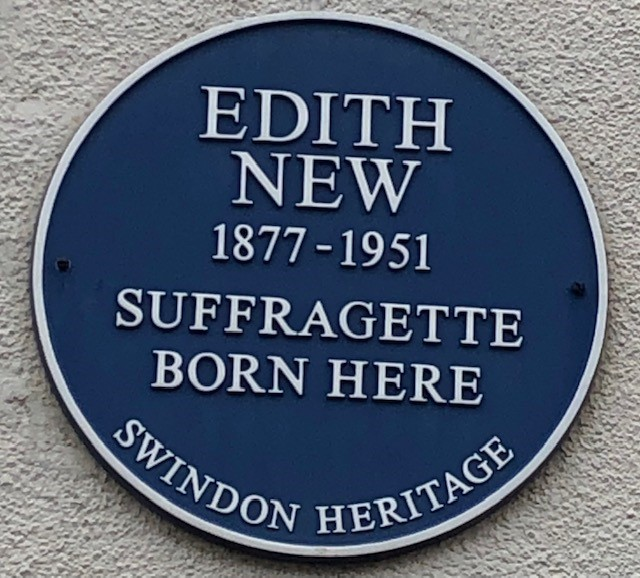
Blue Plaque an News Geburtshaus in Swindon

Edith Bessie New (* 17. März 1877 in Swindon, Wiltshire; † 2. Januar 1951 in Liskeard, Cornwall) war eine englisch-britische Suffragette. Sie und Mary Leigh waren 1908 die ersten beiden Suffragetten, die Vandalismus als Mittel einsetzten.

## Leben
New wurde als eines von fünf Kindern von Isabella New, geborene Frampton (1850–1922), einer Musiklehrerin, und Frederick James New, einem Bahnangestellten, geboren. Der Vater wurde von einem Zug erfasst und starb, als Edith weniger als ein Jahr alt war. Im Alter von 14 Jahren arbeitete sie bereits als Lehrerin und zog 1901 nach East London.
In den frühen 1900er Jahren gab New ihren Lehrerberuf auf und begann als Organisatorin und Aktivistin für die Women’s Social and Political Union (WSPU) zu arbeiten. Sie reiste durch England und sprach vor Gruppen über die Frauenbewegung. Im Januar 1908 ketteten sich New und Olivia Smith an das Geländer von 10 Downing Street und riefen „Votes for Women!“, um von ihren Mitstreiterinnen Flora McKinnon Drummond und Mary Macarthur abzulenken, damit diese sich hineinschleichen konnten, bevor sie verhaftet wurden. Im Juni 1908 warfen New und eine weitere Suffragette, Mary Leigh, während einer Protestaktion zwei Fenster in 10 Downing Street ein. Sie wurden verhaftet und zu zwei Monaten Gefängnis im Holloway Prison verurteilt. Zunächst war nicht klar wie die Führung der WSPU den Gewalteinsatz werten würde, aber als sie im August 1908 freigelassen wurden, wurden sie mit einer Blaskapelle und einem Willkommensfrühstück in Anwesenheit von Emmeline und Christabel Pankhurst begrüßt. Bald darauf planten die Frauen weitere Vandalismus- und Brandstiftungsaktionen.
Die WSPU überreichte New wie anderen Suffragetten in Anerkennung ihrer Verdienste um die Wahlrechtsbewegung die sogenannte Hungerstreik-Medaille „for Valour“. Im Gefängnis war New in den Hungerstreik getreten.
1909 wurde New in Hawick, Schottland, fotografiert, wie sie vor dem Tower Hotel zu einer Menschenmenge sprach.
1911 verließ New die WSPU und zog nach Lewisham, um ihre Lehrtätigkeit wieder aufzunehmen.
New zog sich in die Kleinstadt Polperro in Cornwall zurück und starb Anfang 1951 im Alter von 73 Jahren.
Im Jahr 2011 wurde eine Straße in Swindon ihr zu Ehren umbenannt. Am 19. März 2016 wurde an ihrem Geburtsort in Swindon eine Blue Plaque des Swindon Heritage angebracht.
Im Film Suffragette von 2015 wird eine Figur, die teilweise auf New basiert, von der englischen Schauspielerin Helena Bonham Carter dargestellt.